# Bêtes de zé-homme
Pour plus de détails, voir Fiche technique et Distribution.
Bêtes de zé-homme (Unnatural History en anglais) est un cartoon américain Merrie Melodies de 1959 réalisé par Abe Levitow. 